# Teampull Mholuaidh
Teampull Mholuaidh is een 13e-eeuwse kerk in het Schotse plaatsje Eoropie, op de uiterste noordpunt van het eiland Lewis (Buiten-Hebriden). De bouw van de kerk is met legenden omgeven, waarin een zekere Sint Moluag een belangrijke rol speelt. Aan de kerk werden in vroeger eeuwen genezende werkingen toegeschreven.
Het kerkgebouw is heden ten dage in gebruik door de Scottish Episcopal Church.

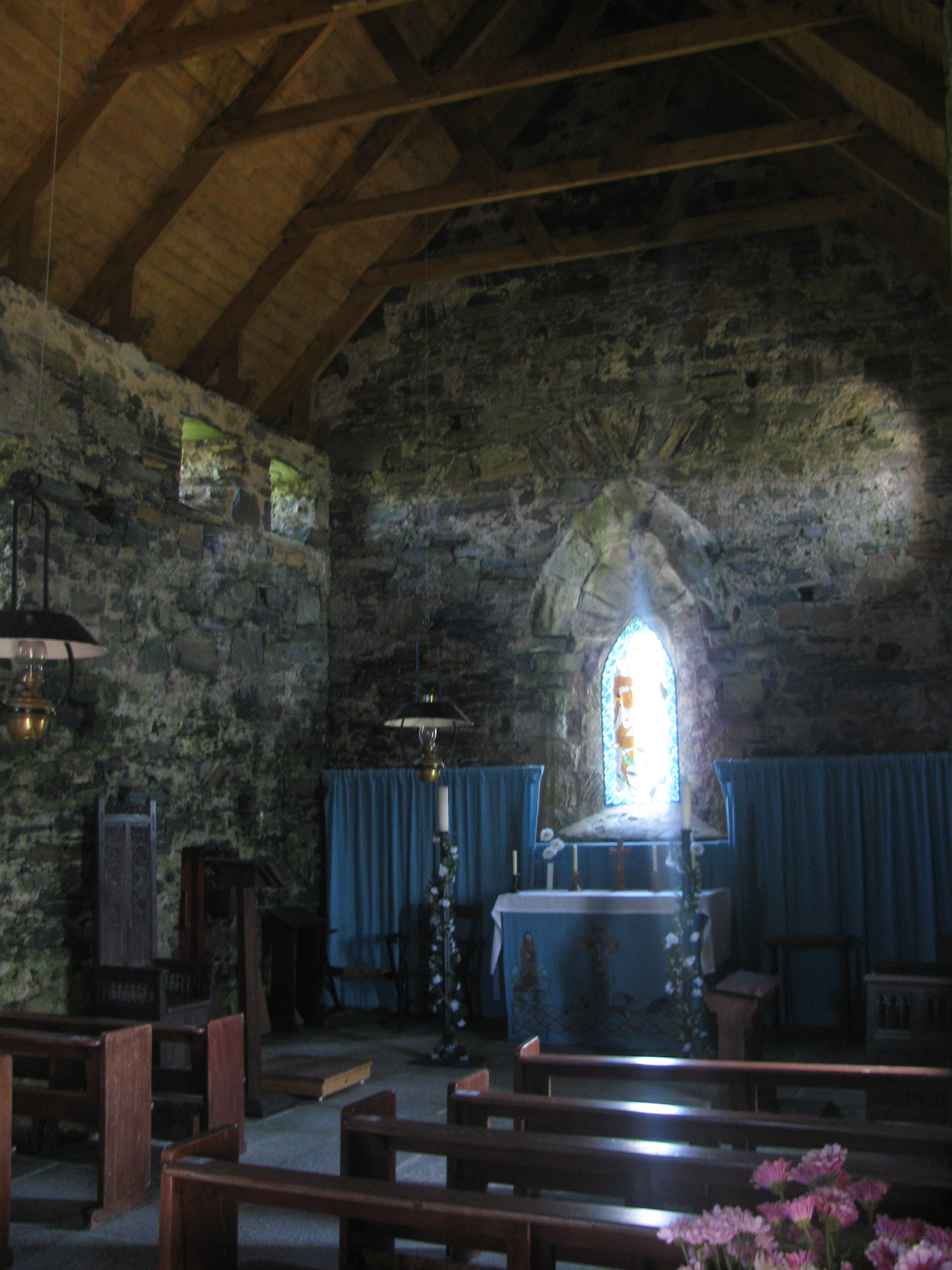
Interieur van de kerk